# Гаапсу
Хаапсу — село в Естонії, у повіті Сааремаа, волость Сааремаа.
До адміністративної реформи місцевих органів влади Естонії у 2017 році належало до складу волості Оріссааре.
Історично село розташовувалося в парафії Яані.